# Cowgill (Misuri)
Cowgill es una ciudad ubicada en el condado de Caldwell en el estado estadounidense de Misuri. En el Censo de 2010 tenía una población de 188 habitantes y una densidad poblacional de 302,45 personas por km².

## Geografía
Cowgill se encuentra ubicada en las coordenadas 39°33′39″N 93°55′35″O / 39.56083, -93.92639. Según la Oficina del Censo de los Estados Unidos, Cowgill tiene una superficie total de 0.62 km², de la cual 0.62 km² corresponden a tierra firme y (0.42%) 0 km² es agua.

## Demografía
Según el censo de 2010, había 188 personas residiendo en Cowgill. La densidad de población era de 302,45 hab./km². De los 188 habitantes, Cowgill estaba compuesto por el 95.74% blancos, el 0.53% eran afroamericanos, el 0% eran amerindios, el 0.53% eran asiáticos, el 0% eran isleños del Pacífico, el 2.66% eran de otras razas y el 0.53% pertenecían a dos o más razas. Del total de la población el 3.19% eran hispanos o latinos de cualquier raza.